# Еуфорион (драмски писац)
Еуфорион (Грчки: Εὐφορίων, Euphoríōn, fl. 431. пре нове ере) био је старогрчки трагичар.
Он је био сн грчког трагичара Есхила. Познат је искључиво по победи над Софоклом и Еурипидом на Дионизији 431. пре Христа. Према енциклопедији Суди из 10. века нове ере, он је освојио четири победе али се сугерише да је то можда била једна победа са четири драме.
Ниједно дело које носи његово име није сачуван. Неки тврде да је био аутор Окованог Прометеја — за које се раније претпостављало да је дело његовог оца, коме је приписано у Александријској библиотеци, — из неколико разлога, углавном због тога што је портрет Зевса у Окованом Прометеју био далеко мање поштован него у другим делима која се приписују Есхилу.